# Duke Ellington House

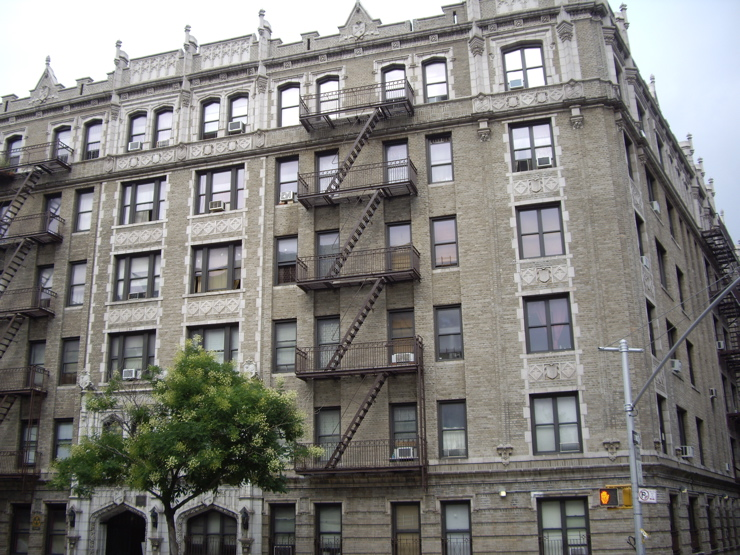
Duke Ellington House

Duke Ellington House of Edward Kennedy 'Duke' Ellington House is waar de beroemde Amerikaanse jazz-componist, -pianist en -bandleider Duke Ellington woonde in de periode 1939-1961. Het gebouw in Manhattan, 935 St. Nicholas Avenue, met het appartement waar Ellington woonde, Apartment 4A, werd in 1976 tot een monument verklaard: het kreeg toen de status van National Historic Landmark.